# Andrew Dorff
Andrew Dorff (16. prosince 1976 – 19. prosince 2016) byl americký autor písní a zpěvák. V roce 2003 se odstěhoval z Los Angeles, kde do té doby žil, do Nashvillu, kde se věnoval psaní country písní. Napsal několik hitů pro Blaka Sheltona, Kennyho Chesneyho či Huntera Hayese. Jeho otcem byl skladatel Steve Dorff a bratrem herec Stephen Dorff. Zemřel roku 2016 ve věku čtyřiceti let.